# Hua Xia Bank
Hua Xia Bank ist ein chinesisches Unternehmen mit Sitz in Peking. Das Unternehmen ist im Aktienindex SSE 50 gelistet.
Das Unternehmen bietet Finanzdienstleistungen verschiedener Art für seine Kunden an. Hua Xia Bank wurden 1992 gegründet. Die Deutsche Bank ist seit 2006 an der Bank beteiligt und hielt ursprünglich einen Anteil von 17,12 %. Durch die Kapitalerhöhung 2010 erhöhte die Deutsche Bank ihre Beteiligung auf das Höchstmaß für ausländische Investoren von 19,99 % der Aktien. Ende Dezember 2015 gab die Deutsche Bank bekannt ihren Anteil an den chinesischen Versicherer PICC Property and Casualty Company zu verkaufen.
Der Rohertrag lag 2015 bei 25,205 Mrd. Yuan (3,2 Mrd. Euro).